# Ủy ban Olympic Quốc gia Đông Timor
Ủy ban Olympic Quốc gia Đông Timor (tiếng Anh: National Olympic Committee of East Timor, tiếng Bồ Đào Nha: Comité Olímpico Nacional de Timor-Leste, mã IOC: TLS) là Ủy ban Olympic quốc gia đại diện cho Đông Timor.

## Liên kết khác
- National Olympic Committee of Timor-Leste Lưu trữ ngày 13 tháng 6 năm 2010 tại Wayback Machine